# Темерешев Петро Іванович
Петро Іванович Темерешев (14 січня 1911, село Большой Церменур Яранського повіту Вятської губернії, тепер Тужинського району Кіровської області, Російська Федерація — 7 квітня 1986, місто Йошкар-Ола, тепер Марій Ел, Російська Федерація) — радянський державний діяч, голова Ради міністрів Марійської АРСР. Депутат Верховної ради СРСР 4-го скликання.

## Життєпис
У 1931 році закінчив Яранський педагогічний технікум. З 1931 року працював вчителем у Марійській АРСР.
Служив у Червоній армії.
Після демобілізації — інструктор Марійського обласного комітету ВЛКСМ.
Член ВКП(б) з 1937 року.
У 1939 році закінчив Вищу школу пропагандистів при ЦК ВКП(б).
У 1939—1940 роках — 1-й секретар Марійського обласного комітету ВЛКСМ.
До липня 1941 року — заступник завідувача відділу пропаганди та агітації Марійського обласного комітету ВКП(б).
У липні 1941 року був призваний до Червоної армії; закінчив курси військових комісарів у місті Горькому. Учасник німецько-радянської війни з липня 1942 року: секретар партійного бюро танкового батальйону, старший інструктор політичного відділу 12-ї армії.
З березня 1946 по 1948 рік — завідувач відділу Марійського обласного комітету ВКП(б).
У 1951 році закінчив Вищу партійну школу при ЦК ВКП(б) у Москві.
У лютому 1951 — 1954 року — голова Ради міністрів Марійської АРСР.
У 1956—1960 роках — 1-й секретар Куженерського районного комітету КПРС Марійської АРСР.
У 1965—1971 роках — начальник управління паливної промисловості Марійської АРСР.
Помер 7 квітня 1986 року в місті Йошкар-Олі.

## Звання
- капітан

## Нагороди
- Орден Жовтневої Революції (1971)
- орден Вітчизняної війни I ст. (6.04.1985)
- орден Трудового Червоного Прапора (1951)
- орден «Знак Пошани» (1966)
- орден Червоної Зірки (7.11.1943)
- медаль «За бойові заслуги» (3.03.1943)
- медалі
- Почесні грамоти Президії Верховної ради Марійської АРСР (1946, 1957, 1967, 1971)